# Медаль «За успехи в образовании юношества»
Медаль «За успехи в образовании юношества» или «Домашним учителям» — государственная награда Российской империи, предназначенная для педагогов.

## Основные сведения
Медаль «За успехи в образовании юношества» учреждена 1 (13) июля 1834 года указом Николая I в положении о домашних наставниках и учителях. Однако рисунок медали был учреждён гораздо позже: 13 (25) января 1850 года . 2 (14) сентября 1855 года  был высочайше утверждён рисунок медали с портретом Александра II. Известно о награждениях медалью вплоть до царствования Александра III, а также известны медали, отчеканеные при Николае II.

## Порядок награждения
Награждались медалями домашние педагоги, не менее десяти лет успешно выполнявшие свою работу. При этом золотыми медалями награждались наставники, а серебряными — учителя. Наставники отличались от учителей тем, что закончили обучение в высшем учебном заведении и имели аттестат действительного студента или иную учёную степень. Награждения производились комитетом министров по спискам, составляемым министром народного просвещения дважды в году.
Первые награждения медалями были произведены ещё при Николае I. Так, 31 августа (12 сентября) 1850 года по положению Комитета министров коллежский асессор Печинский награждался золотой, а коллежский регистратор Баумгартен награждался серебряной медалью. В царствование Александра II производилось малое количество награждений. Известно, что в период 1871—1880 года было всего одно награждение золотой медалью (1872 год), серебряными медалями награждали редко: в 1871 году — два награждения, в 1872 году — девять, 1873 году — два, в 1874 году — одно, в 1875 году — два и в 1878 году — два. При Александре III также было незначительное число награждений. Сведений о награждениях в период Николая II нет.

## Описание медали
Медали были сделаны из золота или серебра. Диаметр — 30 мм. На лицевой стороне медали изображён портрет императора, который правил во время награждения. Например, во время правления Николая I на лицевой стороне медали был его портрет, обращённый вправо, без каких-либо надписей и регалий. Аверс соответственно изменялся с началом царствования нового императора. На оборотной стороне медали надпись вдоль края медали по кругу: «ЗА УСПѢХИ ВЪ ОБРАЗОВАНІИ ЮНОШЕСТВА». В центре в две строчки дата утверждения положения о домашних учителях: «1834 ІЮЛЯ 1 ДНЯ».
Медали чеканились на Санкт-Петербургском монетном дворе.

## Порядок ношения
Медаль имела ушко для крепления к колодке или ленте. Носить медаль полагалось в петлице на груди. Использовалась Александровская лента.